# Атанас Михов
Атанас Михов Марков, известен като Атанас Михов, е български художник. Твори в областта на реалистичната пейзажна живопис. При участието си в Първата световна война рисува и картини на военна тематика. Смятан е за един от родоначалниците на българския импресионизъм.

## Биография
Роден е в Стара Загора през 1879 г. Учи в родния си град, след което в Държавното рисувално училище в София, където негови преподаватели са Иван Мърквичка, Антон Митов, Борис Шатц и Ярослав Вешин. През 1904 година завършва живопис в Рисувалното училище. На следващата година е изпратен като учител по рисуване в Скопие. Преподава още в Силистра (1906 – 1910), Разград (1910 – 1912), Русе (1913 – 1915) и в София (1923 – 1932), след което се пенсионира и се отдава на активно творчество.
Първата си самостоятелна изложба Михов организира през 1914 година. През 1920 година става член на дружеството „Родно изкуство“ и организира самостоятелна изложба в София. По същото време става и член-съосновател на Дружеството на севернобългарските художници, чийто председателски пост заема. Взема участие в множество общи художествени изложби и изложби на дружество „Съвременно изкуство“, на Съюза на южнославянските художници „Лада“, на дружество „Родно изкуство“ и Дружеството на севернобългарските художници. Участва и на международни изложби, сред които Международното биенале по живопис във Венеция през 1910 година, Международната изложба в Рим през 1911 година, Международната изложба в Прага през 1925 година, изложби в Пилзен, Бърно, Ческе Будейовице и Крумац през 1937 – 38 година, както и във Виена през 1949 година.
През 1952 година е удостоен със званието „народен художник“.
Картини на Атанас Михов са притежание на Президентството, Министерския съвет, Министерството на външните работи, редица посолства на Република България в чужбина, Националната художествена галерия, Софийската градска художествена галерия, Националния военноисторически музей, градските художествени галерии в страната, както и множество частни сбирки в България и чужбина. Сред известните му пейзажи са „Край Силистра“, „Ледовете на Дунава при Силистра“, а сред картините на военна тематика - „Артилерийска почивка“, „Войници на смяна“, „На юг от Беласица“.